# 허규옥
허규옥(許奎沃, 1956년 8월 8일 ~ )은 전 KBO 리그 삼성 라이온즈, 롯데 자이언츠의 선수였다. 현재는 대구 경일대학교 야구부의 감독으로 재직중이다.

## 출신학교
- 대구용계초등학교
- 대건중학교
- 대건고등학교
- 한양대학교